# 阿克達馬代尼

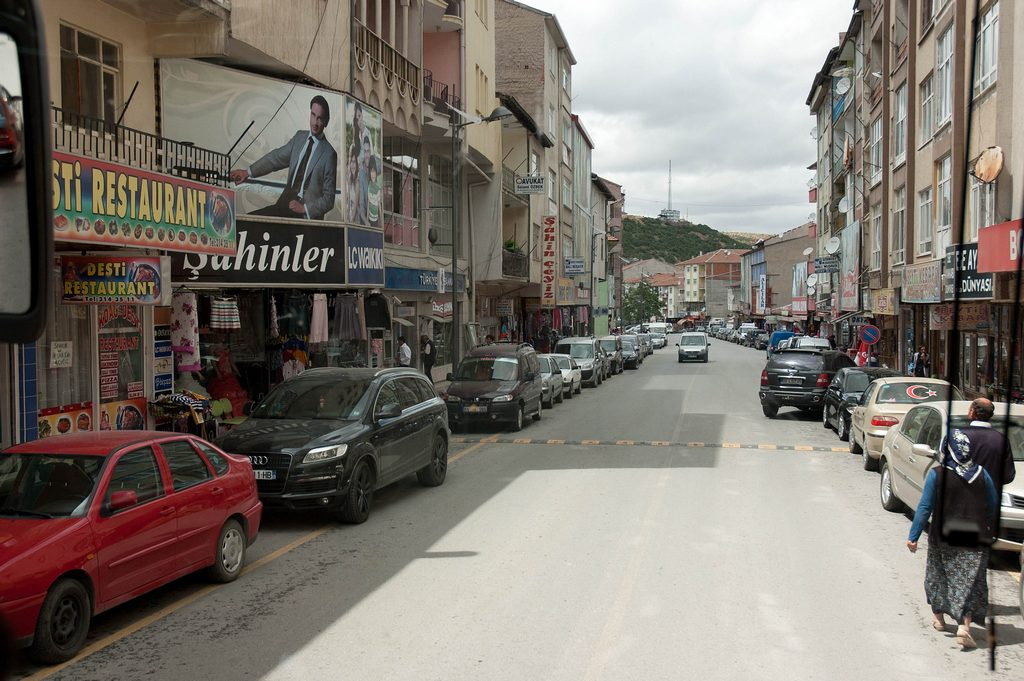
A view of Akdağmadeni

阿克達馬代尼是土耳其的城鎮，由約茲加特省負責管轄，位於該國北部，面積1,796平方公里，海拔高度1,344米，每年平均降雨量約500毫米，2011年人口25,573。

## 外部連結
- District governor's official website （页面存档备份，存于） （土耳其文）
- District municipality's official website （页面存档备份，存于） （土耳其文）
- Akdagmadeni Municipality[]
- Akdagmadeni History[]
- Akdagmadeni Geographical Structure[]
- Akdagmadeni Structure of interest[]
- Akdagmadeni Economic Structure[]

39°39′57″N 35°53′01″E / 39.66583°N 35.88361°E